# Ём Ки Хун
Ём Ки Хун (кор. 염기훈?, 廉基勳?; 30 марта 1983, Хэнам, Республика Корея) — южнокорейский футболист, игравший на позиции полузащитника. Выступал за сборную Республики Корея. Двукратный бронзовый призёр Кубков Азии (2007, 2011).

## Карьера

### Клубная
Юношеская карьера Ёма прошла в команде Университета Хонэма. В 2006 году он подписал профессиональный контракт с клубом Кей-лиги «Чонбук Моторс». Уже в первом сезоне игра молодого полузащитника привлекла внимание экспертов и он был признан новичком года. В том же 2006 году футболист попал в серьёзную автомобильную аварию и некоторое время потратил на восстановление.
Проведя в «Чонбуке» ещё год, Ём Ки Хун перешёл в «Ульсан Хёндэ». Полузащитник сразу стал игроком основы, а в декабре 2008 года к Ёму проявлял интерес английский «Вест Бромвич», но «Ульсан» на трансфер не согласился. Однако год спустя он всё же покинул «Ульсан», перейдя в 2010 году в другой корейский клуб — «Сувон Блюуингз». В начале 2012 году Ём вместо прохождения военной службы перешёл в команду Национального агентства полиции, которая выступает в турнире дублёров чемпионата Кореи.

### Международная
Ём дебютировал в сборной Южной Кореи в 2006 году в игре с командой Ганы. Вместе с корейцами участвовал в Кубке Азии 2007 года и чемпионате мира 2010.